# The Palisades, Antarktis
The Palisades är en bergskedja i Antarktis. Den ligger i Östantarktis. Australien gör anspråk på området.